# 烏震
乌震（？—927年），五代十国后唐将领，冀州信都县（今河北省衡水市冀州区）人。
乌震少年丧父，自己在乡校学习。二十岁从军，在赵王王镕为镇州队长，以功升为部将，隶属于符习麾下，在黄河上参与征战，很得士心。听说张文礼弑杀王镕，请求为主复仇。兵至镇州，张文礼执其母亲妻子和儿女十口招诱乌震，乌震不顾，加紧攻城。张文礼将他们割鼻断腕，连着皮肤不下来，放在军门，军中都不忍正视。乌震一恸而止，愤怒已极，身先士卒。晋军攻破镇州，以功授乌震深州、赵州二州刺史。他为人纯厚，通晓《左氏春秋》，喜作诗，善书法，驿站佛寺，有他留题之迹。担任刺史为政廉洁，改任冀州刺史、易州刺史，兼北面水陆转运、招抚等使。契丹犯边，路梗，乌震率师运粮，三入蓟州渔阳，唐明宗听闻其名，擢升为河北道副招讨，遥领宣州宁国军节度使，代房知温驻守卢台军。到达卢台军，戍兵龙晊率部邺都奉节等军数千人作乱，未及交印，遇害。明宗听说后，废朝一日，诏赠太傅、太师。